# (34386) 2000 RP62
2000 RP62 (asteroide 34386) é um asteroide da cintura principal. Possui uma excentricidade de 0.20487150 e uma inclinação de 9.71294º.
Este asteroide foi descoberto no dia 1 de setembro de 2000 por LINEAR em Socorro.